# Banjī Meskī
Banjī Meskī (persiska: بونجی مِسكی, بونجئ مَسكی, بونجی, بانجی, بُنجی, بنجی مسكی, Būnjī Meskī) är en ort i Iran.   Den ligger i provinsen Hormozgan, i den sydöstra delen av landet, 1 200 km söder om huvudstaden Teheran. Banjī Meskī ligger 8 meter över havet och antalet invånare är 583.
Terrängen runt Banjī Meskī är huvudsakligen platt, men norrut är den kuperad. Havet är nära Banjī Meskī åt sydväst. Runt Banjī Meskī är det mycket glesbefolkat, med 7 invånare per kvadratkilometer. Banjī Meskī är det största samhället i trakten. Trakten runt Banjī Meskī är ofruktbar med lite eller ingen växtlighet.